# Nikon Z 6III
A Nikon Z 6III egy 24,5-megapixeles FX-formátumú, Z-bajonnettes digitális tükör nélküli fényképezőgép, amelyet a Nikon 2024. június 17-én jelentett be. A Z 6III a Nikon felsőkategóriás tükör nélküli fényképezőgép-kínálatában elődjét, a Z 6II-t váltotta le.

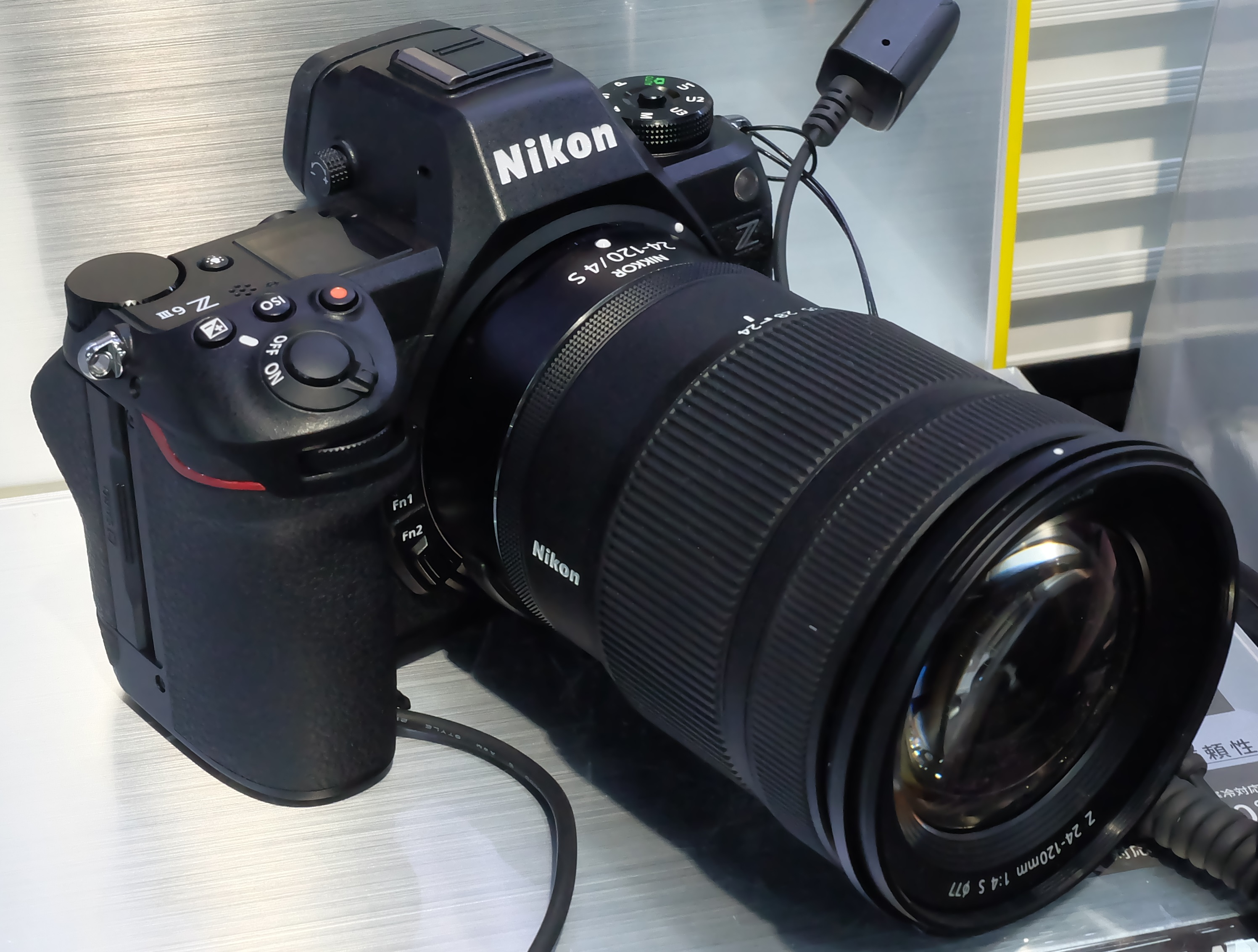
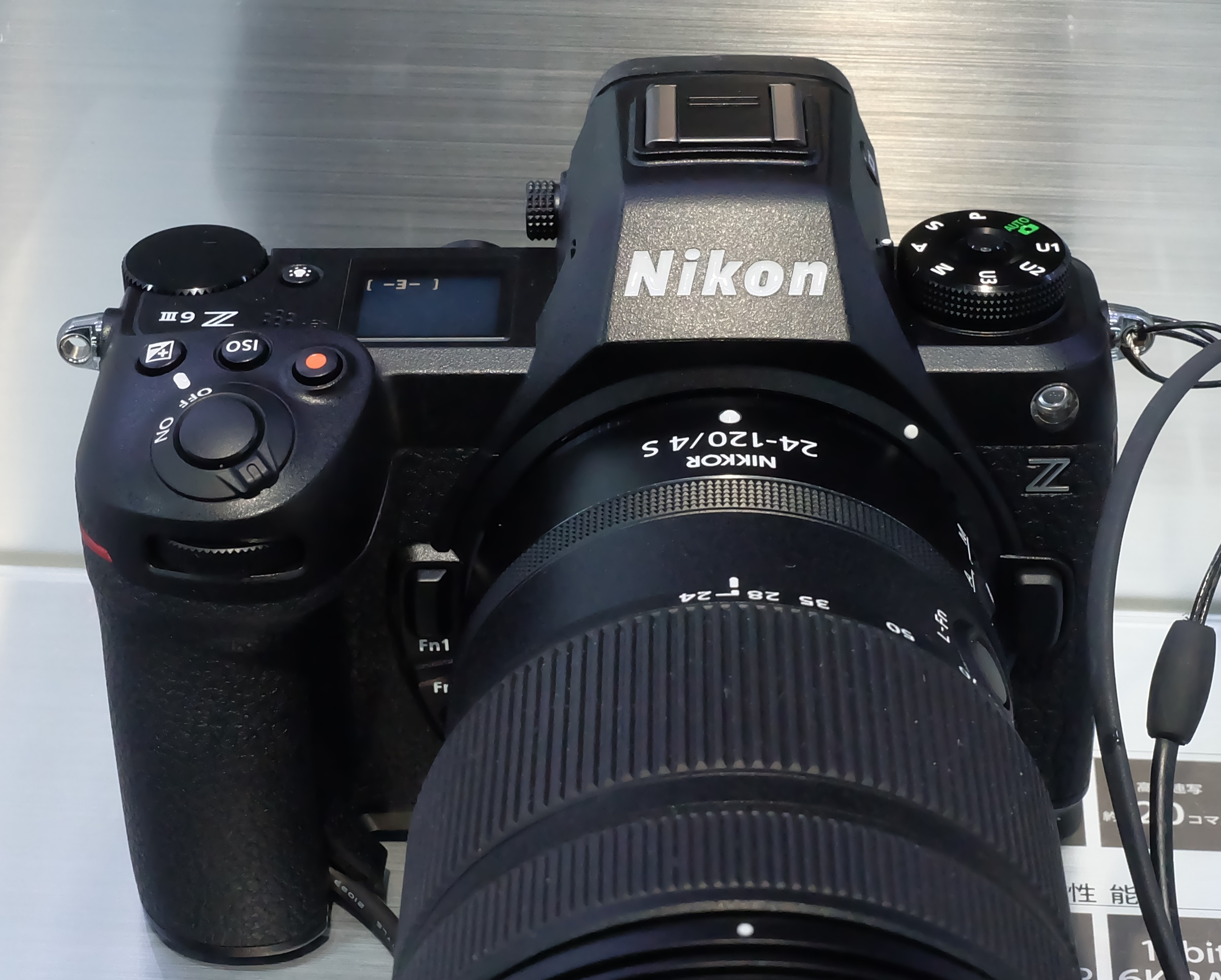
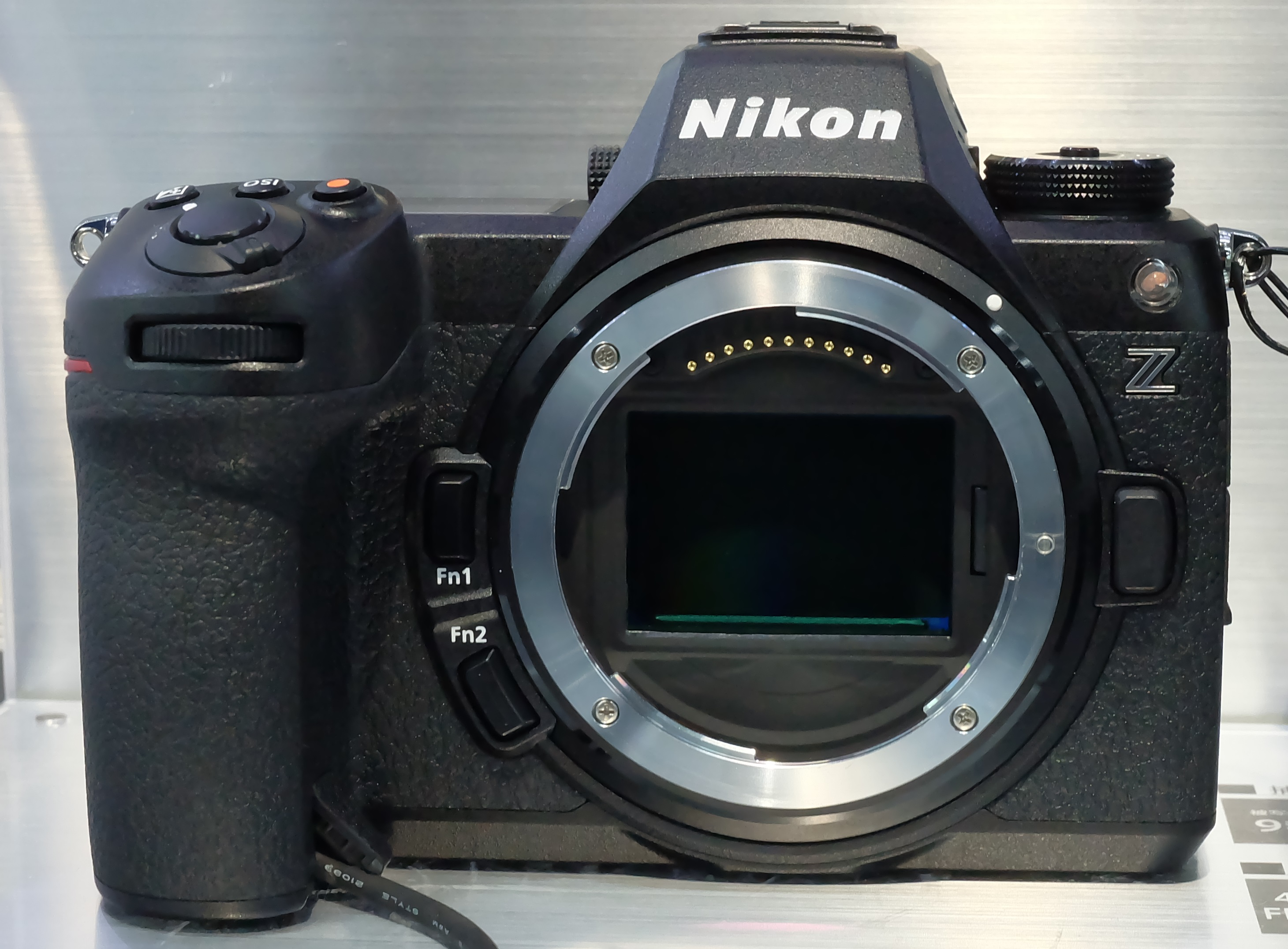
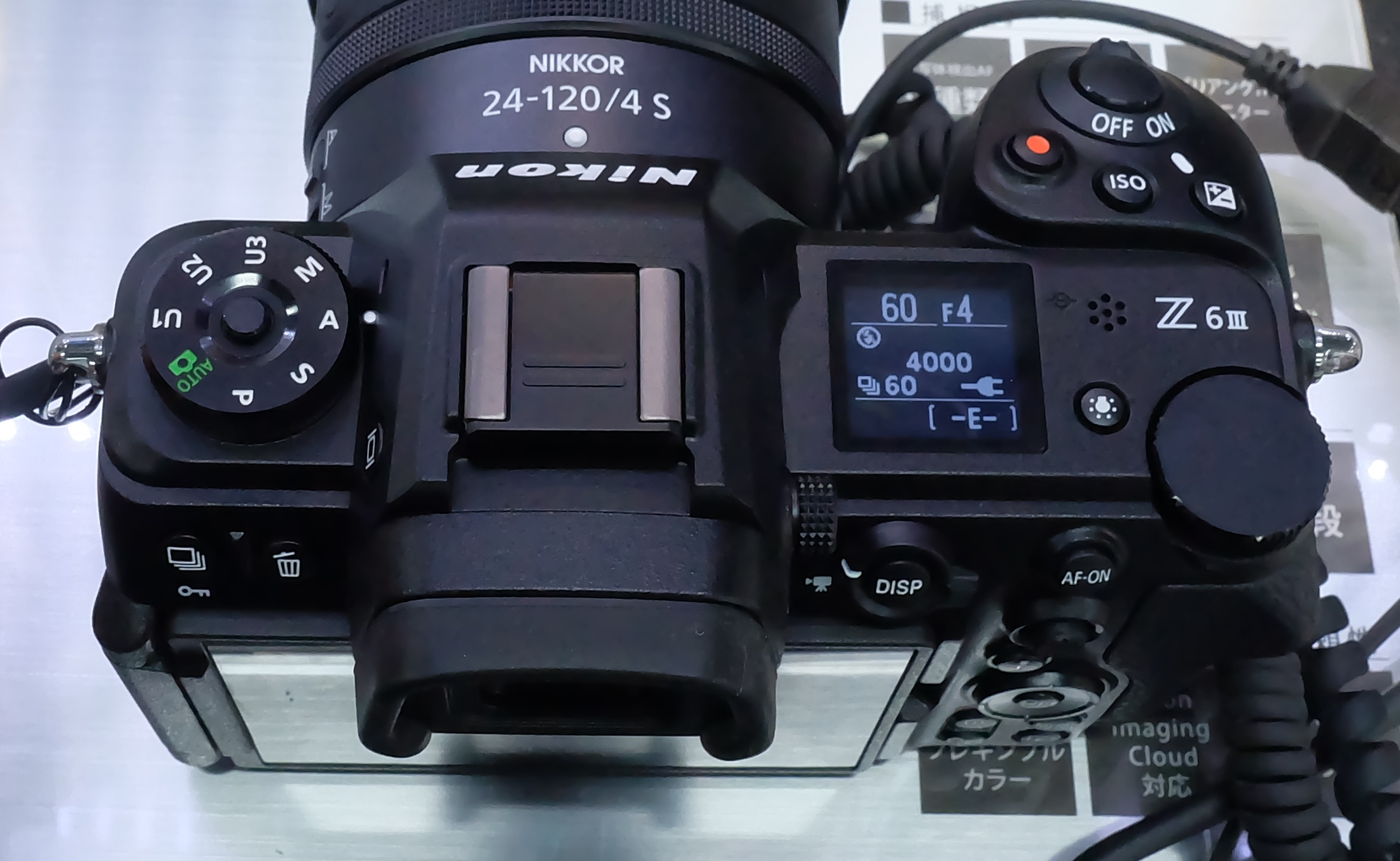
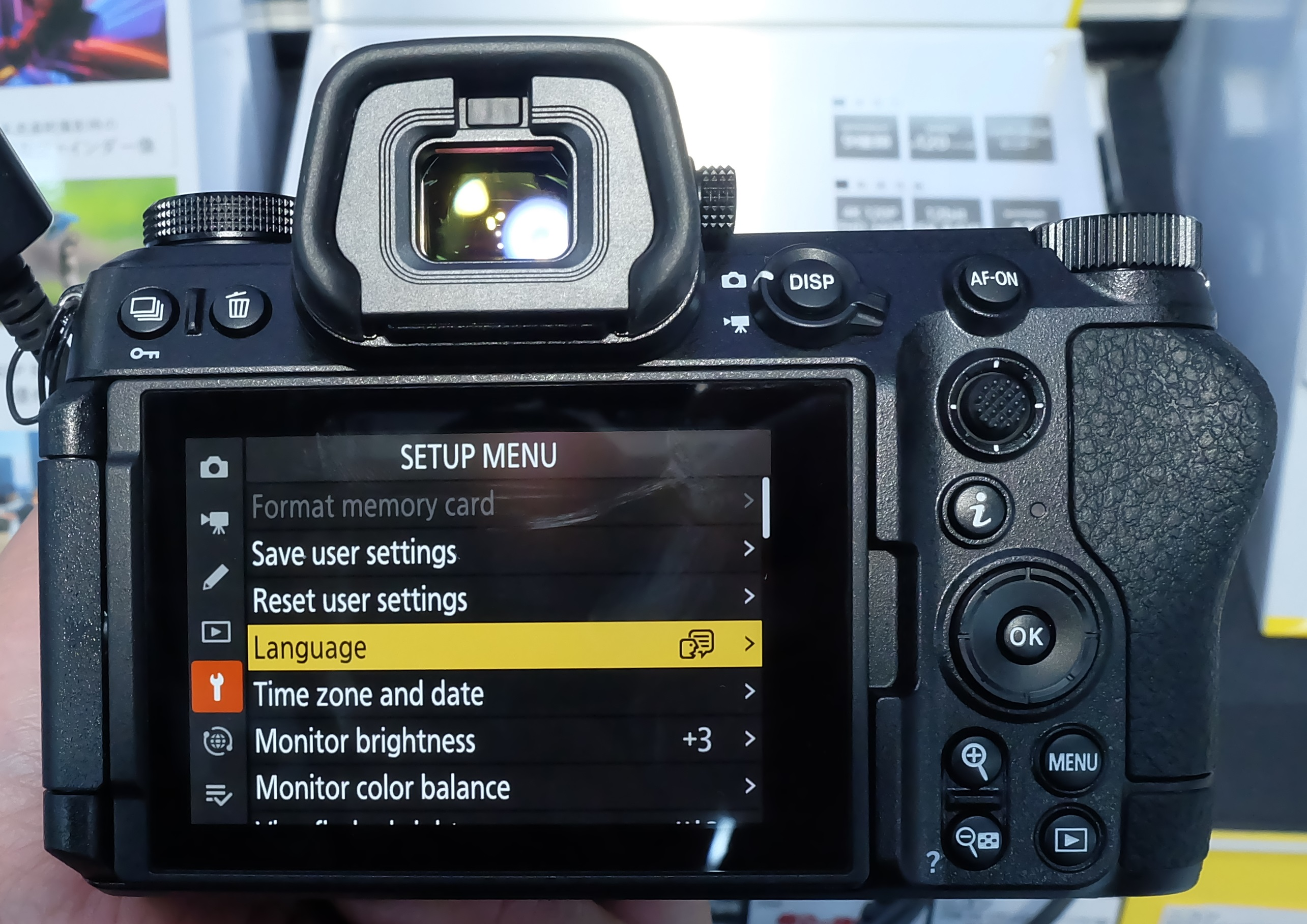
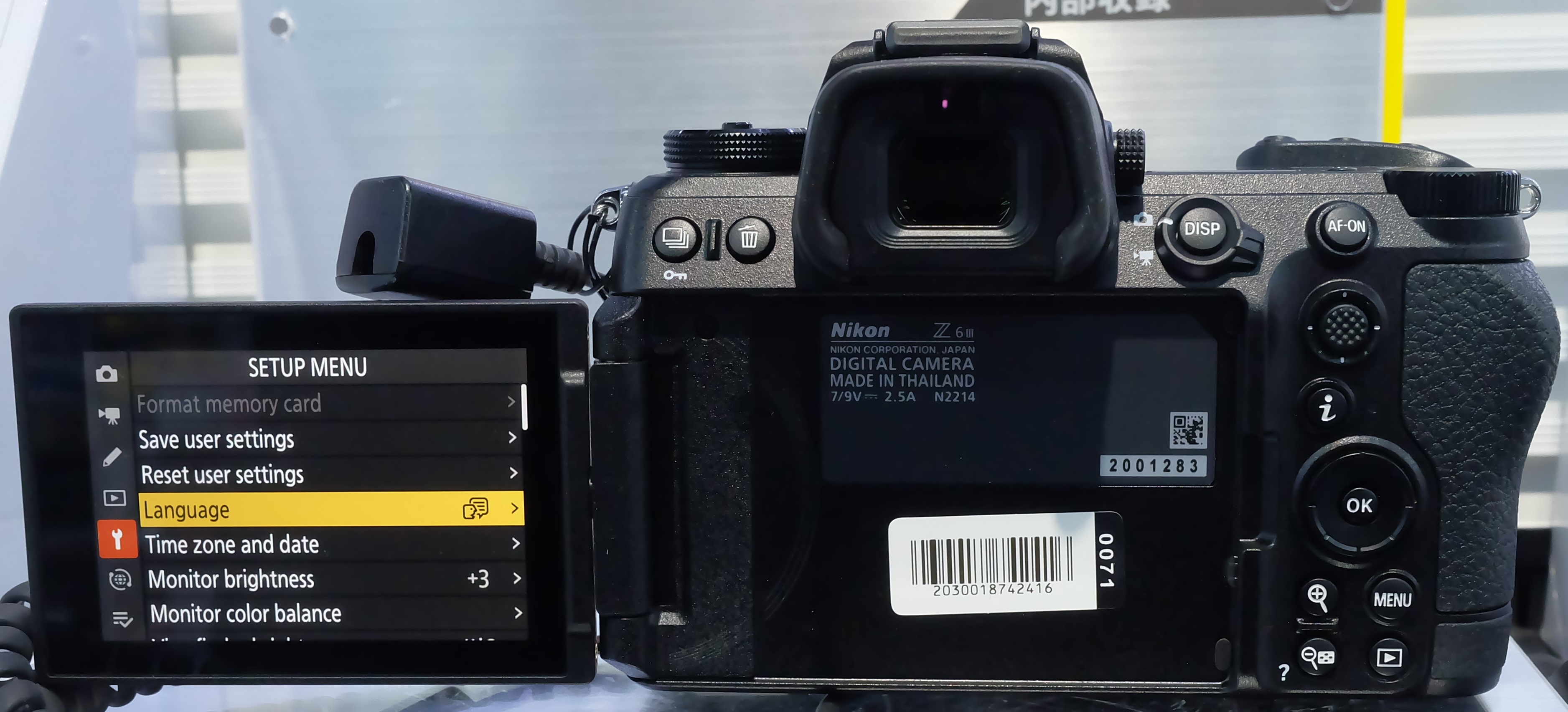
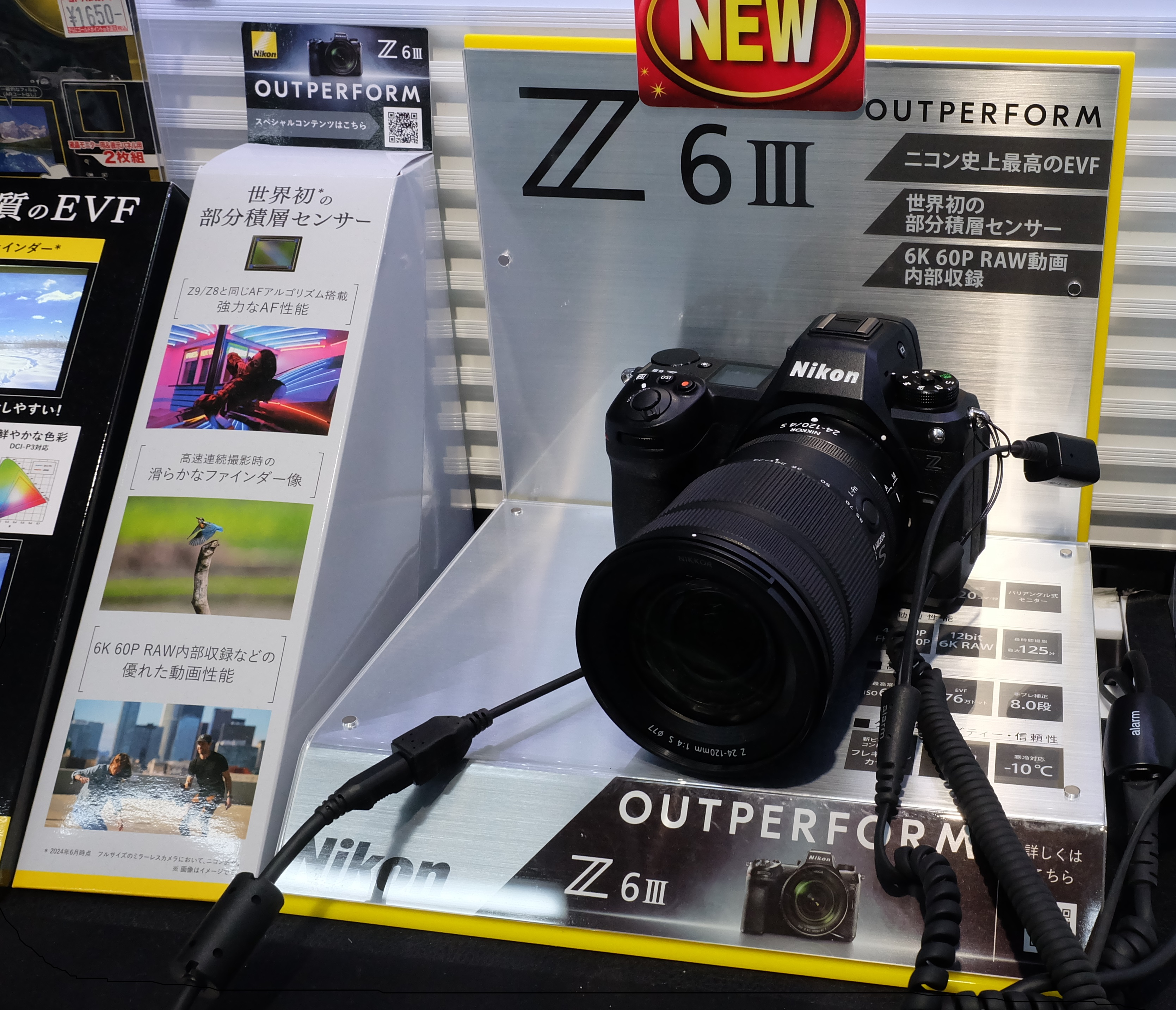